# Prêmio Kenneth O. May
O Prêmio Kenneth O. May (em inglês:  Kenneth O. May Prize) é um prêmio de história da matemática concedido pela International Commission on the History of Mathematics (ICHM) da União Internacional de Matemática. É concedido desde 1989 a cada quatro anos (geralmente nos congressos da ICHM), homenageando Kenneth May, fundador da ICHM. 

## Laureados
- 1989 Dirk Jan Struik, Adolf Yushkevich
- 1993 Christoph Scriba, Hans Wußing
- 1997 René Taton
- 2001 Ubiratan D'Ambrosio, Lam Lay Yong[2][3]
- 2005 Henk Bos
- 2009 Ivor Grattan-Guinness, Radha Charan Gupta[4]
- 2013 Menso Folkerts, Jens Høyrup
- 2017 Eberhard Knobloch, Roshdi Rashed
- 2021 Sonja Brentjes, Christine Proust